# Axel Leverin
Axel Leverin (1859, Borås – 1905, Nottingham) byl švédský portrétní fotograf působící v Norsku.

## Životopis
Od roku 1886 provozoval Leverin vlastní fotoatelier a obchod na adrese Karl Johans gate 15 v Oslu. Bjørnstjerne Bjørnson napsal v roce 1892 zprávu xylografem Gustavovi Emilu Holterovi, že Leverin byl ten, kdo jej v poslední době zaujal nejlepším portrétem. V roce 1894 také fotografoval básníka Henrika Ibsena v centru Osla na Victoria Terrasse.
V roce 1894 Leverin založil první fotografické zájmové sdružení v Norsku. Na konci 90. let 20. století založil pobočky v Haldenu a Fredrikstadu. Když bylo 12. listopadu 1903 na základě iniciativy Svobodných zednářů ve Fredrikstadu založeno sdružení Foreningen for fattige børns bekledning, byl Leverin zvolen předsedou a v této funkci zůstal až do své smrti.
Podniky ve Fredrikstadu a Haldenu pokračovaly pod označením Leverins Eftfl. G. S. Sollem.

## Galerie

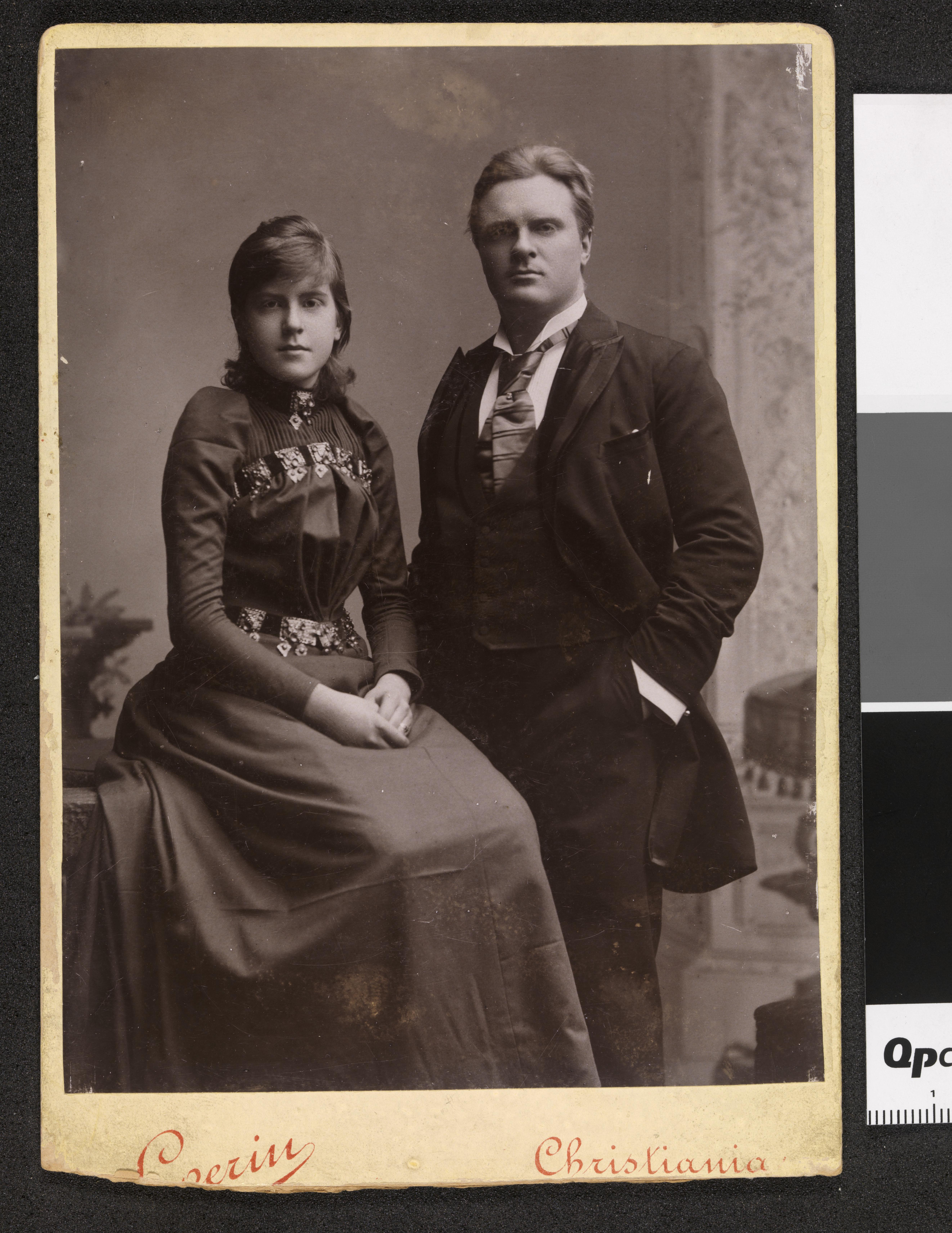
Bjørn Bjørnson a Dagny Sautreau
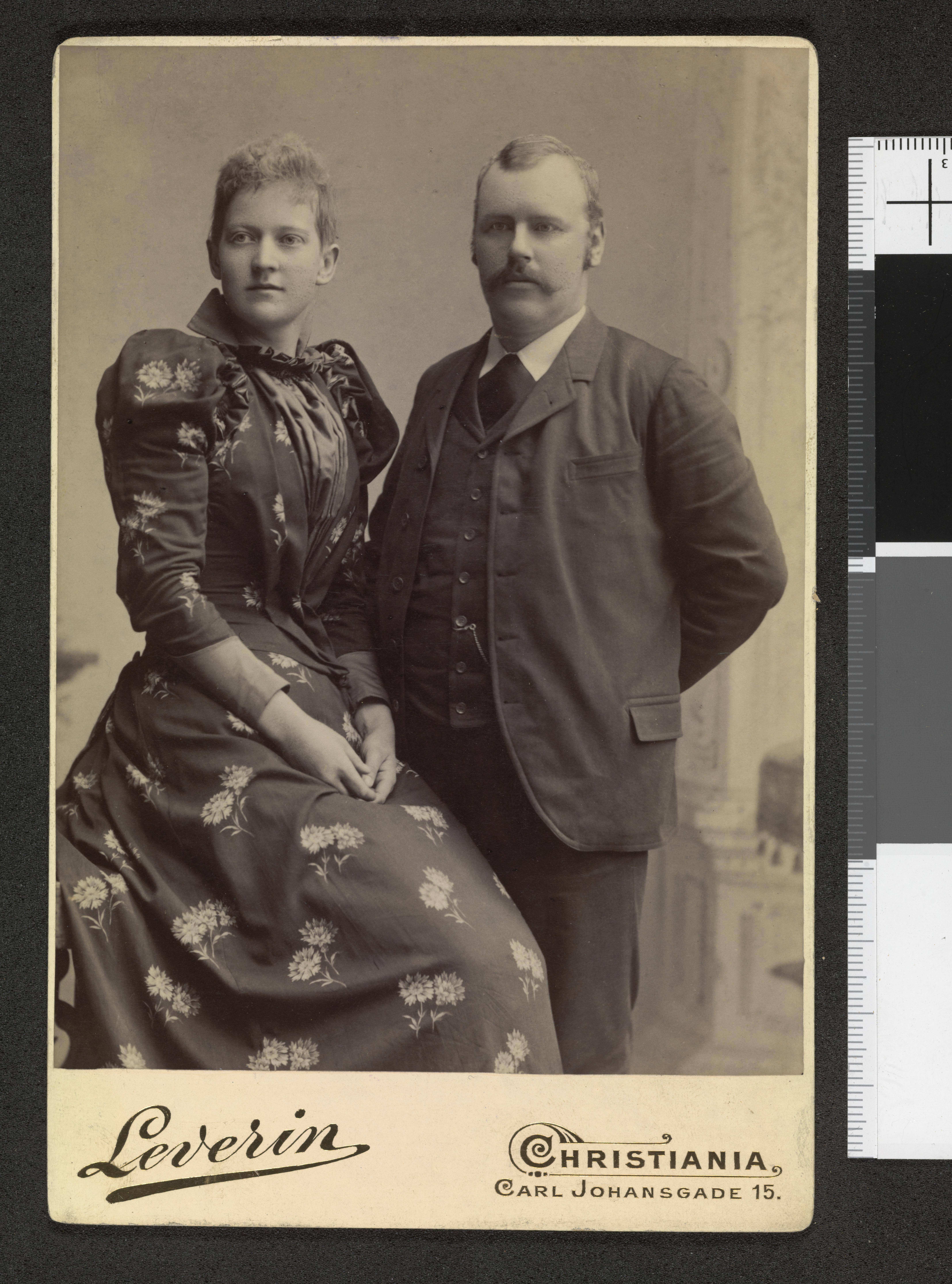
Portrét neznámého muže a ženy
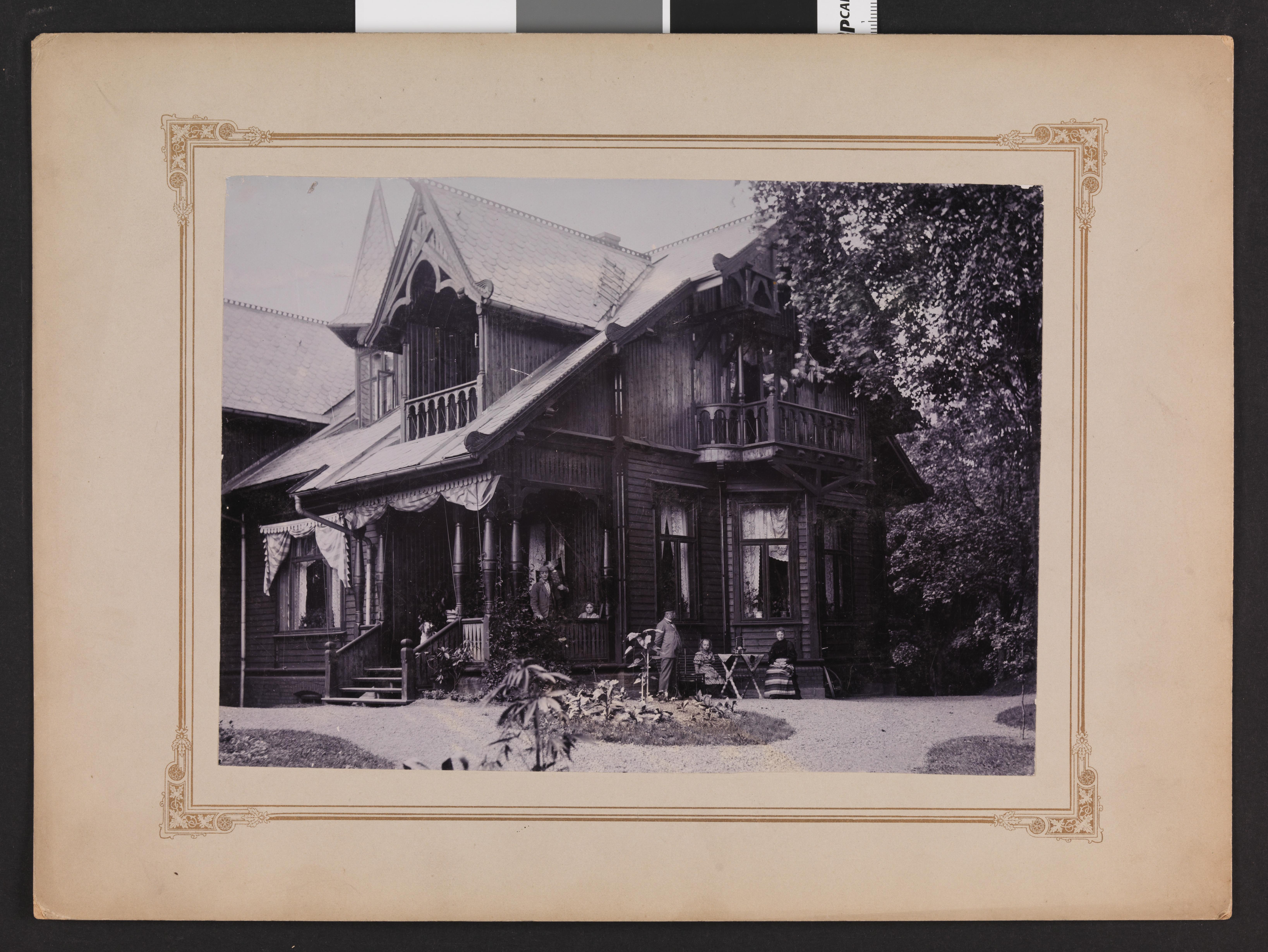
Robsahmův dům, Skillebæk
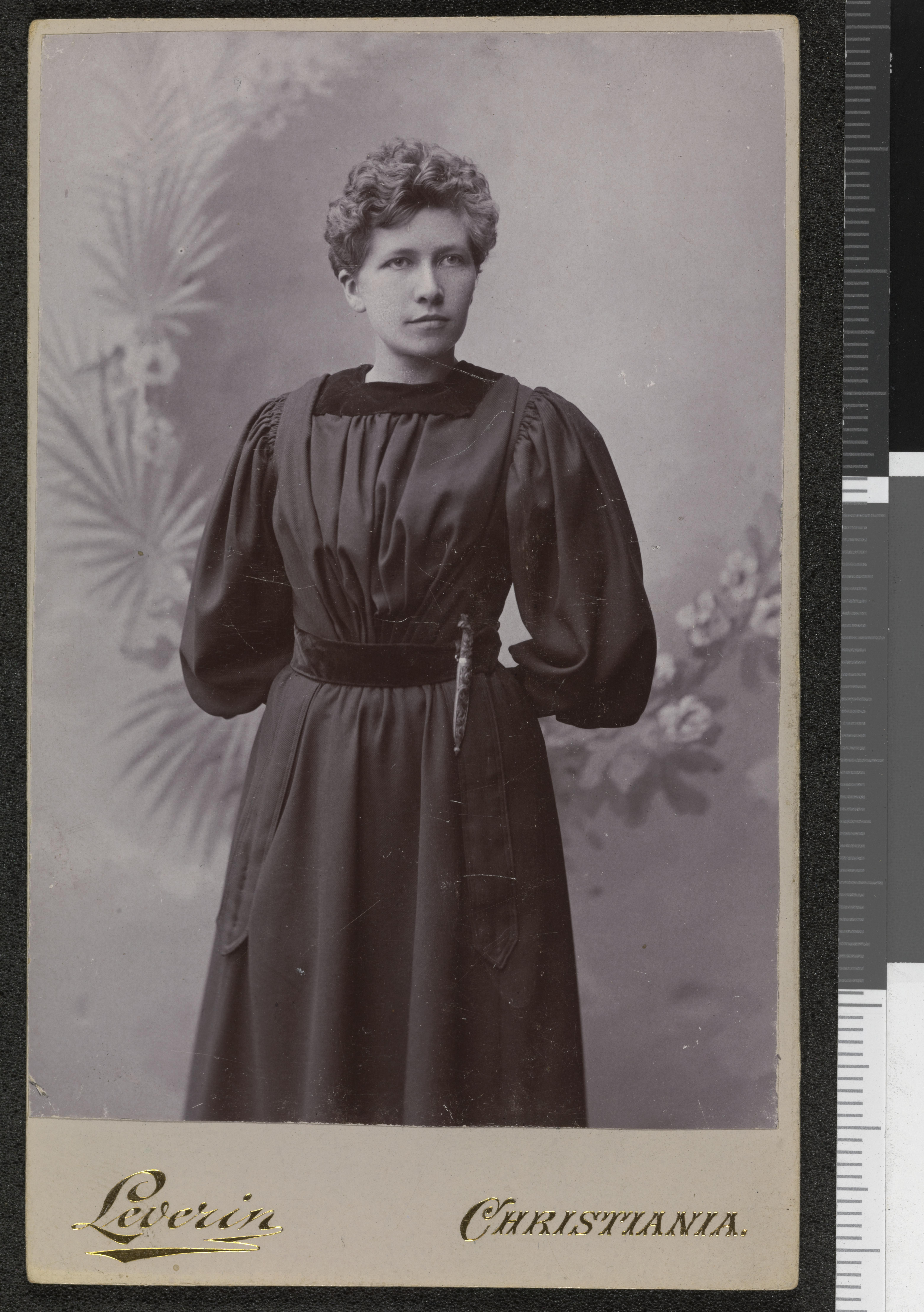
Botanička Thekla Resvoll, 1890–1896